# جیمی نیرلو
جیمی نیرلو (انگلیسی: Jimmy Nirlo؛ زادهٔ ۲۳ اوت ۱۹۸۸) بازیکن فوتبال اهل فرانسه است.
از باشگاه‌هایی که در آن بازی کرده‌است می‌توان به باشگاه فوتبال رن و باشگاه فوتبال ویرا اشاره کرد.